# Ralph Ellison
Ralph Waldo Ellison (Oklahoma City, 1913. március 1. – New York, 1994. április 16.) amerikai regényíró, irodalomkritikus és tudós, aki leginkább a Láthatatlan ember című regényéről ismert, amely 1953-ban elnyerte a Nemzeti Könyvdíjat. A The New York Times „az amerikai irodalmi Parnasszus istenei közé” nevezte. Posztumusz regénye, a Juneteenth halálakor hátrahagyott terjedelmes feljegyzéseiből állt össze.

## Fiatalkora
Ralph Waldo Ellison, akit Ralph Waldo Emersonról neveztek el, a 407 NE 1st Street szám alatt született Oklahoma Cityben, Lewis Alfred Ellison és Ida Millsap gyermekeként.
Ő volt a második három fiú közül; az elsőszülött Alfred csecsemőkorában meghalt, és öccse, Herbert Maurice (vagy Millsap) 1916-ban született. Lewis Alfred Ellison, egy kisvállalkozás tulajdonosa és építési munkavezető 1916-ban halt meg, miután egy 100 font súlyú jégtömb szilánkjai behatoltak a hasába, amikor azt leejtették. Az idősebb Ellison szerette az irodalmat, és rajongott a gyerekeiért. Ralph később, felnőttként rájött, hogy apja azt remélte, hogy költő lesz.
1921-ben Ellison anyja és gyermekei az Indiana állambeli Gary-be költöztek, ahol volt egy testvére. Ellison szerint édesanyja úgy érezte, hogy "a bátyámnak és nekem nagyobb esélyünk lenne férfikorúvá válni, ha északon nőnénk fel". Amikor nem talált munkát, és a bátyja is elvesztette az övét, a család visszatért Oklahomába, ahol Ellison buszosként, cipőtisztítóként, szállodai pincérként és fogorvosi asszisztensként dolgozott. Egy szomszédos barátja apjától ingyenes trombita- és altszaxofonleckéket kapott, majd az iskola karmestere lett.
Lewis halála után Ida háromszor is férjhez ment. A családi élet azonban bizonytalan volt, és Ralph különféle munkákat végzett fiatalkorában és tinédzserkorában, hogy segítsen a családnak. Amíg a Douglass High School-ba járt, arra is jutott ideje, hogy az iskola futballcsapatában játsszon. 1931-ben érettségizett. Egy évig dolgozott, és előleget fizetett egy trombitára, amellyel helyi zenészekkel játszott. A Douglassnál Inman E. Page igazgató és lánya, Zelia N. Breaux zenetanár hatott rá.

## A Tuskegee Intézetben
Ellison kétszer felvételizett a Tuskegee Egyetem-re, a Booker T. Washington által alapított tekintélyes alabamai, teljesen fekete egyetemre. Végül 1933-ban felvették, mert nem volt trombitás a zenekarban. Ellison tehervonatokon potyázva ért Alabamába, és ott hamarosan rájött, hogy az intézmény nem kevésbé osztálytudatos, mint általában a fehér intézmények.
Tuskegee zenei tanszéke volt talán az iskola leghíresebbje, amelyet William L. Dawson zeneszerző vezetett. Ellisont a tanszék zongoraoktatója, Hazel Harrison is irányította. Míg elsősorban óráiban zenét tanult, szabadidejét a könyvtárban töltötte modernista klasszikusokkal. T. S. Eliot The Waste Land (Átokföldje) című művének elolvasását említette fő ébredése pillanataként. 1934-ben kezdett dolgozni az egyetemi könyvtárban, ahol James Joyce-t és Gertrude Steint olvasta. Walter Bowie Williams könyvtáros lelkesen engedte, hogy Ellison művelődjék.
Ellisonra jelentős hatással volt Morteza Drezel Sprague angoltanár, akinek Ellison később Shadow and Act című esszégyűjteményét dedikálta. Felnyitotta Ellison szemét „az irodalom, mint élő művészet lehetőségeire” és „a csillogásra, amelyet mindig is az irodalmi élettel társított”. Sprague-n keresztül Ellison megismerkedett Fjodor Dosztojevszkij Bűn és bűnhődés, valamint Thomas Hardy Jude the Obscure (Lidércfény) című regényével.
Gyerekkorától kezdve érdekelte a rádiótechnika, erről a szenvedélyről egy 1955. decemberi esszéjében, a "Living With Music"-ban értekezett a High Fidelity magazinban.
Ellison 1936-ig maradt a Tuskegee-ben, és úgy döntött, hogy távozik, mielőtt teljesíti a diplomához szükséges követelményeket.

## New Yorkban
Mivel szobrászatot akart tanulni, 1936. július 5-én New Yorkba költözött, és Harlemben, a 135. utcában talált szállást egy YMCA-ban, amely akkoriban "fekete Amerika kulturális fővárosa" volt. Megismerkedett Langston Hughes-szal, aki "Harlem nem hivatalos diplomatája" a depresszió korszakában, és az ország egyik híres fekete szerzője, aki megélhetett az írásaiból. Hughes bemutatta neki a kommunista szimpatizáns, fekete irodalmi társaságot.
Találkozott több művésszel, akik hatással voltak későbbi életére, köztük a művész Romare Bearden és a szerző Richard Wright (akivel hosszú és bonyolult kapcsolata volt). Miután Ellison könyvajánlót írt Wrightnak, Wright arra biztatta, hogy írjon szépirodalmat. Első publikált története a "Hymie's Bull" volt, amelyet Ellison 1933-as, nagybátyjával Tuskegee-be való vonatozása ihletett. 1937 és 1944 között Ellisonnak több mint 20 könyvkritikája, valamint novellái és cikkei jelentek meg olyan magazinokban, mint a New Challenge és a The New Masses.
Wright ekkor nyíltan kapcsolatba lépett a Kommunista Párttal, Ellison pedig kommunista kiadványokban publikált (pl.: Divided Minds) és szerkesztette is azokat. Wright és Ellison is elvesztette a kommunista pártba vetett hitét a második világháború alatt, amikor úgy érezték, a párt elárulta az afroamerikaiakat, és a marxista osztálypolitikát szociális reformizmussal váltotta fel. 1945. augusztus 18-án Wrightnak írt levelében Ellison kiöntötte haragját a párt vezetőire. E kiábrándultság nyomán Ellison elkezdte írni a Láthatatlan ember című regényét, amely részben az ő válasza volt a párt árulására.
1938-ban Ellison megismerkedett Rose Araminta Poindexterrel, a nála két évvel idősebb nővel, akivel 1938 végén házasodtak össze. Rose színpadi színésznő volt, és házasságuk után folytatta karrierjét. 1941-ben rövid időre viszonya volt Sanora Babbal, amit később bevallott a feleségének, és 1943-ban a házasságnak is vége lett. A pár hivatalosan 1945-ben vált el. 2023 áprilisában Poindexter 111 éves.
A második világháború kezdetén Ellisont a helyi Szelektív Szolgáltatási Rendszer "1A" osztályba sorolta, azonban nem hívták be. A háború vége felé bevonult az Egyesült Államok Kereskedelmi Tengerészgyalogságába. 1946-ban feleségül vette Fanny McConnell-t, aki az Iowai Egyetemen végzett ösztöndíjas, alapítója volt a chicagói Negro People's Theatre színháznak és a The Chicago Defender szerzője. Anyagilag támogatta Ellisont, valamint segített legépelni és szerkeszteni Ellison hosszú szövegeit.
Az 1952-ben megjelent Invisible Man egy személy identitásának és társadalomban elfoglalt helykeresésének témáját tárja fel, az első személyű narrátor, egy névtelen afroamerikai férfi szemszögéből. Ellentétben olyan kortársaival, mint Richard Wright és James Baldwin, Ellison szenvedélytelen, képzett, artikuláló és öntudatos karaktereket hozott létre. A főszereplőn keresztül feltárja a rasszizmus északi és déli változatai közötti ellentéteket és azok elidegenítő hatását. A narrátor átvitt értelemben „láthatatlan”, vagyis „nem hajlandók látni” őt, és egyfajta disszociációt is átél. A regény olyan tabutémákat is tartalmaz, mint a vérfertőzés és a kommunizmus vitatott témája.

## Későbbi évek
1962-ben a futurista Herman Kahn felvette Ellisont tanácsadónak a Hudson Intézetbe, hogy megkísérelje kiterjeszteni hatókörét a védelmi vonatkozású kutatásokon túlra.
1964-ben Ellison kiadta a Shadow and Act című esszégyűjteményt, és tanítani kezdett a Bard College-ban, a Rutgers Egyetemen és a Yale Egyetemen, miközben továbbra is dolgozott regényén. A következő évben megjelent a Könyvhét 200 kritikus, szerző és szerkesztő részvételével készült szavazása, amely a Láthatatlan embert a második világháború óta a legfontosabb regénynek nyilvánította.
1967-ben Ellison nagy háztüzet élt át a massachusettsi Plainfieldben lévő nyári otthonában, ahol állítása szerint, második regénye kéziratának több mint 300 oldala odaveszett. A Láthatatlan Embernek járó Nemzeti Könyvdíj ellenére elégedetlen volt a könyvvel. Végül több mint 2000 oldalt írt ebből a második regényből, de soha nem fejezte be.

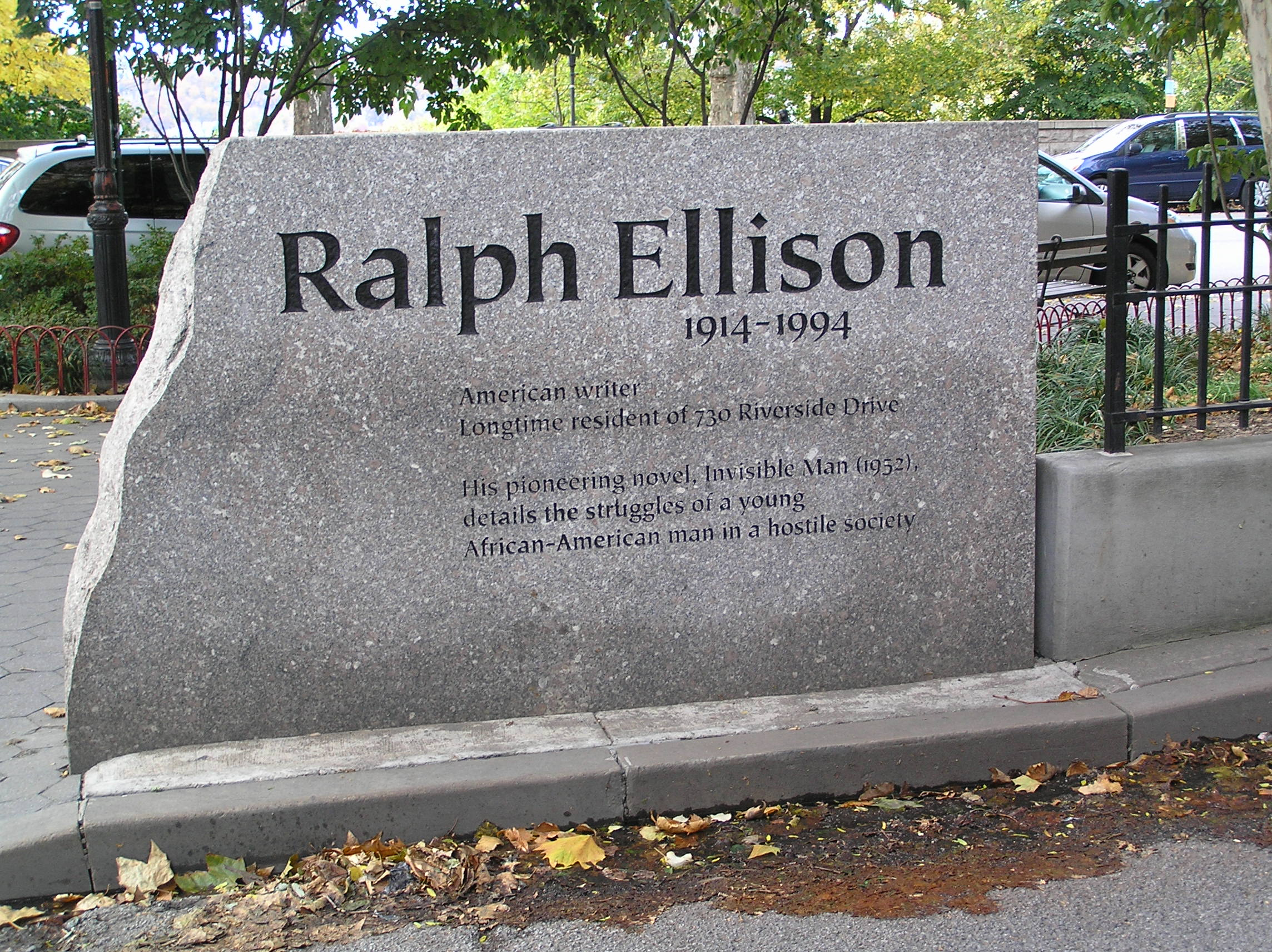
Ralph Ellison emlékmű a 730 Riverside Drive előtt, New York City. A születési év az a helytelen év, amelyet Ellison általában közölt.

Ellison 1994. április 16-án halt meg hasnyálmirigyrákban, és a Sentháromság templom temető kriptájában temették el, Felső-Manhattan Washington Heights negyedében.

## Díjak és elismerések
A Láthatatlan ember 1953-ban elnyerte az Egyesült Államok Nemzeti Könyvdíját a szépirodalomért.
A díj volt a belépője az amerikai irodalmi közéletbe. Végül felvették az Amerikai Művészeti és Irodalmi Akadémiára (American Academy of Arts and Letters), két elnöki érmet kapott (Lyndon Johnsontól és Ronald Reagantől), valamint egy állami érmet Franciaországtól. Ő volt az első afro-amerikai, akit felvettek a Century Association-be, és a Harvard Egyetemen tiszteletbeli doktori címet kapott. A kommunista pártban szerzett tapasztalataiból kiábrándult, új hírnevét arra használta fel, hogy az irodalom, mint erkölcsi eszköz mellett szólaljon fel. 1955-ben Európába utazott, előadásokat tartott, majd egy időre Rómában telepedett le, ahol írt egy esszét, ami egy 1957-es Bantam-antológiában jelent meg A New Southern Harvest címmel. Robert Penn Warren ugyanebben az időszakban Rómában tartózkodott, és a két író közeli barátságot kötött. Később Warren interjút készített Ellisonnal a fajról, a történelemről és a polgárjogi mozgalomról szóló gondolatairól a Who Speaks for the Negro? című könyvéhez. 1958-ban Ellison visszatért az Egyesült Államokba, hogy amerikai és orosz irodalmat tanítson. Az 1950-es években levelezett élethosszig tartó barátjával, Albert Murray íróval. Leveleikben pályafutásuk alakulásáról, a Polgárjogi Mozgalomról és más közös érdeklődési körükről, köztük a jazzről szóltak.
1969-ben megkapta az Elnöki Szabadságérmet; a következő évben Franciaország az Művészeti és Irodalmi Rend lovagjának nevezte ki, és a New York-i Egyetem karának állandó tagja lett, 1970 és 1980 között.
1975-ben Ellisont az Amerikai Művészeti és Irodalmi Akadémia tagjává választották, és szülővárosa, Oklahoma City a Ralph Waldo Ellison Könyvtár felszentelésével tüntette ki. Továbbra is tanított, főleg esszéket publikált, és 1984-ben megkapta a City College of New York Langston Hughes-érmét. 1985-ben megkapta a National Medal of Arts kitüntetést. 1986-ban jelent meg Going to the Territory című műve; ez egy tizenhét esszéből álló gyűjtemény, amely szól többek között a déli regényíró, William Faulkner és Ellison barátja, Richard Wright munkásságáról, valamint Duke Ellington zenéjéről és az afroamerikaiak Amerika nemzeti identitásához való hozzájárulásáról.
1992-ben Ellisont az Anisfield-Wolf Book Awards különdíjjal jutalmazták; művészi eredményei között szerepelt szobrász, zenész, fotós és főiskolai tanári tevékenység, valamint írói munkája. Tanított a Bard College-ban, a Rutgers Egyetemen, a Chicagói Egyetemen és a New York-i Egyetemen. Ellison a Southern Writers Szövetségének is alapító tagja volt.

## Posztumusz kiadványok
Ellison halála után több kéziratra bukkantak otthonában, aminek eredményeként 1996-ban megjelent a Flying Home and Other Stories. 1999-ben jelent meg második regénye, a Juneteenth John F. Callahan, a Lewis & Co. professzora szerkesztésében. Ez egy 368 oldalas sűrítés volt több mint 2000 oldalból, amit Ellison 40 év alatt írt. Ennek a hiányos regénynek az összes kéziratát közösen 2010. január 26-án publikálta a Modern Library, Three Days Before the Shooting... (Három nappal a lövöldözés előtt...) címmel.
2014. február 18-án az USPS (az Amerikai Egyesült Államok Postaszolgálata) 91 ¢ értékű bélyeget bocsátott ki Ralph Ellison tiszteletére "Literary Arts" sorozatában.
A 150. utcában és a harlemi Riverside Drive-on (Ellison lakóhelye az 1950-es évek elejétől haláláig) egy parkot Ellisonnak szenteltek 2003. május 1-jén. A parkban egy 15 x 8 láb méretű bronzlemez áll: "kivágott emberfigura", amelyet a Láthatatlan ember című könyve ihletett.

## Könyvei
- Invisible Man (Random House, 1952). ISBN 0-679-60139-2
- Flying Home and Other Stories (Random House, 1996). ISBN 0-679-45704-6; includes the short story "A Party Down at the Square"
- Juneteenth (Random House, 1999). ISBN 0-394-46457-5
- Three Days Before the Shooting... (Modern Library, 2010). ISBN 978-0-375-75953-6

### Novella
- The Black Ball (Penguin, London, 2018). · ISBN 9780241339220

### Esszék
- Shadow and Act (Random House, 1964). ISBN 0-679-76000-8
- Going to the Territory (Random House, 1986). ISBN 0-394-54050-6
- The Collected Essays of Ralph Ellison (Modern Library, 1995). ISBN 0-679-60176-7
- Living with Music: Ralph Ellison's Jazz Writings (Modern Library, 2002). ISBN 0-375-76023-7

### Levelek
- Trading Twelves: The Selected Letters of Ralph Ellison and Albert Murray(wd)[51] (Modern Library, 2000). ISBN 0-375-50367-6

### Magyarul
- A láthatatlan – Európa, Budapest, 1970 · Fordította: Bartos Tibor,[59] utószó: Taxner-Tóth Ernő
- Két megskalpolt indián; ford. Göncz Árpád; in: Portyázás Harlemben. Elbeszélések – Európa, Budapest 1977 · ISBN 963-07-1243-1 · vál., jegyz. Dezsényi Katalin

## Fordítás
- Ez a szócikk részben vagy egészben  a   Ralph Ellison című angol Wikipédia-szócikk fordításán alapul.  Az eredeti cikk szerkesztőit annak laptörténete sorolja fel. Ez a jelzés csupán a megfogalmazás eredetét és a szerzői jogokat jelzi, nem szolgál a cikkben szereplő információk forrásmegjelöléseként.